# Louis-Xavier de Ricard

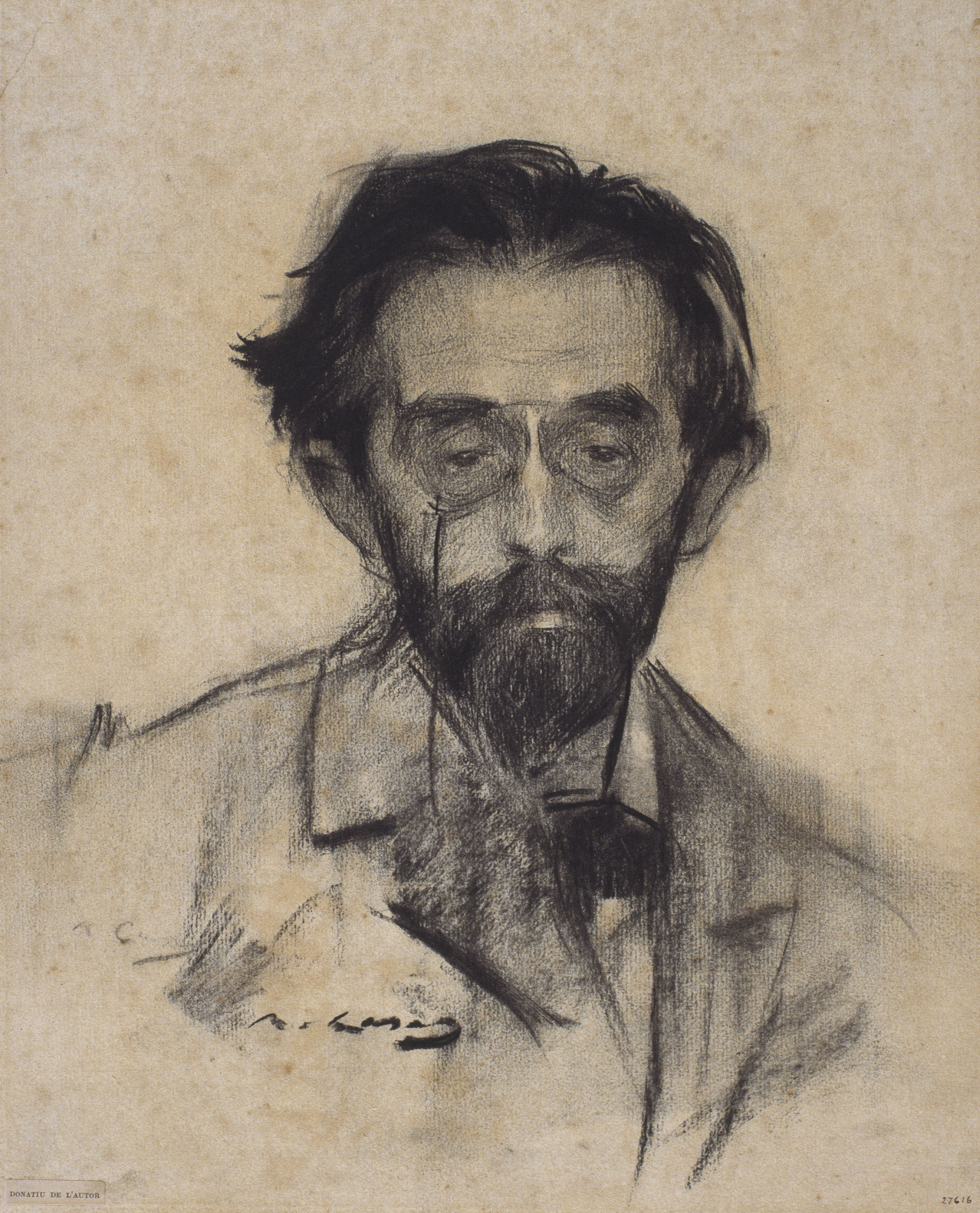
Louis Xavier de Ricard, Ramon Casas (MNAC).

Louis-Xavier de Ricard (* 25. Januar 1843 in Fontenay-sous-Bois, Département Val-de-Marne; † 2. Juli 1911 in Marseille) war ein französischer Schriftsteller und Journalist.
De Ricard war ein Sohn von Marquis Joseph-Barthélemy de Ricard, des persönlichen Adjutanten von Jérôme Bonaparte.
Bereits mit 19 Jahren konnte 1862 de Ricard mit Unterstützung von Auguste Poulet-Malassis mit seinem Gedicht „Les chants de l’aube“ erfolgreich debütieren. Dadurch ermutigt und mit einer kleinen Erbschaft konnte de Ricard im März des darauffolgenden Jahres die Zeitschrift La revue du progès gründen und zu seinen ersten Mitarbeitern zählten u. a. Charles Longuet und Paul Verlaine. Diese Zeitschrift stellte bereits nach einem Jahr ihr Erscheinen ein, als Bischof Félix Dupanloup sie wegen „atheistischer Umtriebe“ anklagte.
Als ihr Besitzer und Chefredakteur wurde de Ricard zu acht Monaten Gefängnis verurteilt. In diesem Prozess wurde er von dem jungen Rechtsanwalt Léon Gambetta verteidigt, welcher die Haftstrafe in der Revisionsverhandlung auf drei Monate (abzuleisten im Gefängnis Sainte-Pélague) reduzieren konnte.
Kollegen und Freunde, welche auch nach Verbüßung der Haftstrafe zu de Ricard standen, trafen sich jeden Freitag bei de Ricards Mutter und aus diesen Treffen erwuchs mit der Zeit ein mehr politischer denn literarischer Salon. Unter den regelmäßigen Besuchern waren François Coppée, Anatole France, Sully Prudhomme, Raoul Rigault, Auguste de Villiers de L’Isle-Adam, Paul Verlaine u. a.
Im Winter 1866/67 leistete de Ricard zusammen mit Catulle Mendès wichtige Vorarbeiten für Alphonse Lemerre und daraus entstand dann die später berühmt gewordene Anthologie Le Parnasse contemporain. Als 1868 de Ricards Vater starb, wurden die wöchentlichen Treffen dieser antiklerikal eingestellten Republikaner in die Wohnung von Nina de Callias verlegt.
De Ricard nahm am Deutsch-Französischen Krieg 1870/71 teil; streckenweise kämpfte er unter dem Befehl von Louis-Auguste Blanqui. Anschließend wurde er Mitglied der Pariser Kommune. 1873 heiratete de Ricard seine Freundin aus Kindertagen, die Schottin Lydia Wilson. Zusammen mit seiner Ehefrau, die bereits als Lyrikerin bekannt war, ließ er sich in der Nähe von Montpellier (Département Hérault) nieder. Dort befreundete er sich u. a. mit Frédéric Mistral, der ihn auch für die Ideen der Félibrige begeistern konnte.
Seine Ehefrau starb 1880 und zwei Jahre später wanderte de Ricard nach Südamerika aus und ließ sich in Buenos Aires nieder. Dort heiratete er später in zweiter Ehe Louise Kirchner. 1885 (nach anderer Lesart 1886) kehrte de Ricard wieder nach Frankreich zurück. 1887 ging er nach Barcelona und 1890/91 verlebte er ein Jahr auf der Insel Java. Von dieser Reise zurückgekehrt ließ er sich in Marseille nieder und starb dort am 2. Juli 1911.

## Werke (Auswahl)
- Histoire mondaine du Second Empire. Librairie Universelle, Paris 1904.
- Officier de fortune. Aventures de Marie-Armand de Guerry de Mabreuil. Montgredien, Paris 1899.
- Un poète national. Auguste Fourès. Laffrin, Paris 1889.